# Tancos
Tancos is een plaats (freguesia) in de Portugese gemeente Vila Nova da Barquinha en telt 295 inwoners (2001).